# Katharine O’Brien
Katharine O’Brien (* im 20. Jahrhundert in Santa Barbara, Kalifornien) ist eine US-amerikanische Filmregisseurin und Drehbuchautorin. Internationale Bekanntheit erlangte sie für ihren Spielfilm Lost Transmissions.

## Leben und Karriere
Die in Santa Barbara im Bundesstaat Kalifornien geborene Katharine O’Brien studierte zuerst Englisch am Wellesley College, bevor sie bei Muse Film (Virgin Suicides, Buffalo 66) und als Fernsehschreibassistentin bei Kids in the Hall und Russo Brothers tätig war. Nachdem sie ihren MFA in Filmregie am Filmprogramm der Columbia University erhielt, drehte sie zwischen den Jahren 2008 und 2018 verschiedene Kurzfilme, darunter der 2009 inszenierte Kurzfilm Doppelganger, der beim USA Film Festival mit dem Special Jury Award in der Kategorie Short Film ausgezeichnet wurde.
2019 nahm sie schließlich, nachdem sie zuvor schon das Drehbuch geschrieben hatte, auf dem Regiestuhl zur Spielfilmproduktion Lost Transmissions Platz. Sie inszenierte das Filmdrama in der Besetzung Juno Temple, Simon Pegg und Rebecca Hazlewood. Ergänzt wurde der Cast von Daisy Bishop, Jamie Harris und Alexandra Daddario. Der Film feierte seine Premiere am 28. April 2019 beim Tribeca Film Festival in den USA. Beim American Film Festival und beim Glasgow Film Festival erhielt der Film je eine Nominierung für den Audience Award.
Katharine O’Brien lebt derzeit in Silverlake, Los Angeles, wo sie sich aktiv für die Förderung der Kunst- und Filmkultur einsetzt, nachdem sie im Vorstand von Lacma und der Cinefamily Foundation tätig war.

## Filmografie (Auswahl)

### Filmregisseurin
- 2008: Night Taxi (Videokurzfilm)
- 2009: Doppelganger (Kurzfilm)
- 2009: Waiting Room (Kurzfilm)
- 2010: The Park (Kurzfilm)
- 2012: Illusive Fields (Kurzfilm)
- 2018: Breaking News (Kurzfilm)
- 2019: Lost Transmissions

### Drehbuchautorin
- 2008: Night Taxi (Videokurzfilm)
- 2009: Doppelganger (Kurzfilm)
- 2009: Waiting Room (Kurzfilm)
- 2010: The Park (Kurzfilm)
- 2018: Breaking News (Kurzfilm)
- 2019: Lost Transmissions

## Auszeichnungen
- 2009: Ehrung mit dem Special Jury Award in der Kategorie Short Film beim USA Film Festival für den Kurzfilm Doppelganger.
- 2019: Nominierung für den Audience Award beim American Film Festival in der Kategorie Narrative Feature für den Spielfilm Lost Transmissions
- 2020: Nominierung für den Audience Award beim Glasgow Film Festival für den Spielfilm Lost Transmissions